# Derrick Etienne
Derrick Burckley Etienne Jr. (Richmond, Virginia, Estados Unidos, 25 de noviembre de 1996) es un futbolista estadounidense-haitiano que juega de extremo en el Toronto F. C. de la Major League Soccer de Estados Unidos.

## Trayectoria
Hijo del exinternacional haitiano Derrick Etienne, comenzó su carrera en las inferiores del New York Red Bulls. A nivel universitario, jugó en el 2015 por los Virginia Cavaliers.
En 2014 fue promovido al equipo reserva de los Red Bull, donde debutó profesionalmente el 28 de marzo de 2015 contra el Rochester Rhinos por la USL. Llegó al primer equipo del club en el 2016.
Fue liberado del club al término de la temporada 2019, y fichó por el Columbus Crew el 4 de febrero de 2020.

## Selección nacional
Hijo de padre haitiano, fue internacional en categorías inferiores por Haití y jugó el Campeonato Sub-17 de la Concacaf de 2013 y el Campeonato Sub-20 de la Concacaf de 2015.
Debutó con la selección de Haití el 9 de noviembre de 2016 en la derrota por 5-2 ante la Guayana Francesa. En el verano de 2019 fue citado para jugar en la Copa de Oro de la Concacaf 2019.

## Estadísticas
Actualizado al último partido disputado el 20 de agosto de 2020.
| New York Red Bulls II Estados Unidos                                                         | 3.ª           | 2015          | 14  | 3  | 1 | 0 | -  | - | 16  | 3  |
| New York Red Bulls II Estados Unidos                                                         | 3.ª           | 2016          | 28  | 7  | - | - | -  | - | 28  | 7  |
| New York Red Bulls II Estados Unidos                                                         | 2.ª           | 2017          | 8   | 1  | - | - | -  | - | 8   | 1  |
| New York Red Bulls II Estados Unidos                                                         | 2.ª           | 2018          | 3   | 1  | - | - | -  | - | 3   | 1  |
| New York Red Bulls II Estados Unidos                                                         | 2.ª           | 2019          | 2   | 1  | - | - | -  | - | 2   | 1  |
| New York Red Bulls II Estados Unidos                                                         | Total club    | Total club    | 55  | 13 | 1 | 0 | 0  | 0 | 56  | 13 |
| New York Red Bulls Estados Unidos                                                            | 1.ª           | 2016          | 1   | 0  | 0 | 0 | 2  | 0 | 3   | 0  |
| New York Red Bulls Estados Unidos                                                            | 1.ª           | 2017          | 19  | 0  | 1 | 0 | 2  | 0 | 22  | 0  |
| New York Red Bulls Estados Unidos                                                            | 1.ª           | 2018          | 34  | 5  | 2 | 0 | 5  | 0 | 41  | 5  |
| New York Red Bulls Estados Unidos                                                            | 1.ª           | 2019          | 11  | 1  | 0 | 0 | 2  | 0 | 13  | 1  |
| New York Red Bulls Estados Unidos                                                            | Total club    | Total club    | 65  | 6  | 3 | 0 | 11 | 0 | 79  | 6  |
| F. C. Cincinnati Estados Unidos                                                              | 1.ª           | 2019          | 5   | 0  | 0 | 0 | 0  | 0 | 5   | 0  |
| F. C. Cincinnati Estados Unidos                                                              | Total club    | Total club    | 5   | 0  | 0 | 0 | 0  | 0 | 5   | 0  |
| Columbus Crew S. C. Estados Unidos                                                           | 1.ª           | 2020          | 21  | 1  | 0 | 0 | 0  | 0 | 6   | 1  |
| Columbus Crew S. C. Estados Unidos                                                           | Total club    | Total club    | 21  | 1  | 0 | 0 | 0  | 0 | 21  | 1  |
| Total carrera                                                                                | Total carrera | Total carrera | 146 | 20 | 4 | 0 | 11 | 0 | 161 | 20 |
| (1) Incluye datos de la US Open Cup (2) Incluye datos de la Liga de Campeones de la Concacaf |               |               |     |    |   |   |    |   |     |    |

## Palmarés

### Títulos nacionales
| Título                 | Club                  | País           | Año  |
| ---------------------- | --------------------- | -------------- | ---- |
| USL Championship       | New York Red Bulls II | Estados Unidos | 2016 |
| MLS Supporters' Shield | New York Red Bulls    | Estados Unidos | 2018 |
| Major League Soccer    | Columbus Crew SC      | Estados Unidos | 2020 |